# Сукачов Гарик
І́гор Іва́нович Сукачо́в (Га́рік, також Га́рик, рос. И́горь Ива́нович (Га́рик) Сукачё́в; 1 грудня 1959, с. М'якініно, Московська область, Російська РФСР) — російський рок-музикант, поет, композитор, кінорежисер, актор, лідер гуртів «Бригада С» та «Неприкасаемые».

## Біографія
Ігор Сукачов народився в підмосковному селі Мякініно, що сьогодні входить до адміністративного району Москви Тушино.
У 1977 році створив свій перший гурт — «Захід Сонця вручну», що проіснувала до 1983 року.
У 1983 році спільно з Євгеном Хавтаном створює свій другий гурт, яка отримує назву «Постскриптум».
Утім, незабаром йому довелося покинути гурт через творчі суперечки з Євгеном Хавтаном. Євген Хавтан запрошує вокалістку Жанну Агузарову, і гурт «Браво» на довгі роки стає зіркою рок-н-ролу.
А Сукачов і московський бас-гітарист Сергій Галанін створюють новий гурт. Ця команда отримує претензійну назву — Оркестр пролетарського джазу «Бригада С».
«Бригада С» стає однією з провідних гуртів радянського року.
На студії грамзапису «Мелодія» виходить перша рок-платівка: одна зі сторін містила пісні «Бригади С», а друга — пісні гурту «Наутілус Помпіліус». Сукачов із гуртом знімаються в кіно. Це був фільм «Трагедія в стилі рок» Савви Куліша.
Однак і «Бригада С» розпадається. У 1994 році з гурту пішов Галанін, а Сукачов розпустив гурт для того, щоб створити принципово новий рок-проект — гурт «Неприкасаемые (Недоторканні)».
Крім роботи з гуртом, Сукачов працює із сольними програмами, а також з іншими виконавцями. 2005 року, в рамках міжнародного фестивалю «Live 8», виступив на благодійному концерті на Красній площі у Москві.

## Дискографія

### Бригада С
- 1988 — Наутілус Помпіліус і Бригада С (Наутилус Помпилиус и Бригада С)
- 1988 — Ласкаво просимо до забороненої зони (Добро пожаловать в запретную зону)
- 1989 — Ностальгічне танго (Ностальгическое танго)
- 1991 — Алергії — ні! (Аллергии — нет!)
- 1992 — Все це рок-н-рол (Всё это рок-н-ролл)
- 1993 — Річки (Реки)
- 1994 — Я обожнюю jazz. Зе Бест 1986—1989 (Я обожаю jazz. Зе Бест 1986—1989)
- 2003 — Вибране (Избранное)

### Неприкасаемые
- 1994 — Брів, брів, брів (Брёл, брёл, брёл)
- 1995 — Між водою і вогнем (Между водой и огнём)
- 1999 — Міста, де після дощу парує асфальт (Города, гре после дождя дымится асфальт)
- 1999 — Панночка і дракон (Барышня и дракон)
- 2002 — Нічний політ (Ночной полёт)
- 2005 — Третя чаша (Третья чаша)
- 2006 — Перевертень з гітарою (Оборотень с гитарой)
- 2010 — 5:0 на мою користь (5:0 в мою пользу)

### Сольные проекты
- 1991 — Акція Нонсенс (Акция Нонсенс)
- 1995 — Боцман і бродяга. Я милого впізнаю по ході (Гарік Сукачов і Олександр Ф. Скляр) — Я милого узнаю по походке (Гарик Сукачёв и Александр Ф.Скляр)
- 1996 — Пісні з околиці (Песни с окраины)
- 1998 — Криза середнього віку (Кризис среднего возраста)
- 1999 — Панночка і дракон (Барышня и дракон)
- 2001 — Фронтовий альбом
- 2003 — Poetica
- 2003 — 44
- 2005 — Передзвони (Перезвоны)

## Робота в кіно

### Як сценарист та режисер
- 1997 — Криза середнього віку (Кризис среднего возраста)
- 2001 — Свято (Праздник)
- 2010 — Будинок Сонця (Дом Солнца)

### Як актор
Знявся більше ніж у 30 фільмах. Найбільш значущі ролі:
- 1988 — Захисник Сєдов (Защитник Седов)
- 1988 — Трагедія в стилі рок (Трагедия в стиле рок)
- 1991 — Загублений у Сибіру (Затерянный в Сибири)
- 1993 — Перегони тарганів (Тараканьи бега)
- 1995 — Фатальні яйця (Роковые яйца)
- 1997 — Криза середнього віку (Кризис среднего возраста)
- 1999 — Небо в алмазах
- 2001 — Свято (Праздник)
- 2004 — Француз
- 2005 — Жмурки
- 2005 — Ар'є (Арье)
- 2010 — Будинок Сонця (Дом Солнца)

Пісні Сукачова звучать в багатьох фільмах.
Він працює над озвучуванням та дубляжем мультфільмів і зарубіжних фільмів.

## Робота на телебаченні
На початку 1990-х на Першому каналі (Росія) І. І. Сукачов вів авторську програму «Беседка (Альтанка)».

## Громадянська позиція
Гарик Сукачов із грудня 2014 року відкрито підтримує російських сепаратистів у війні на сході України. У січні 2015 року в мережі інтернет з'явилось відео із записом пісні на підтримку сепаратистів, у якому, окрім Сукачова, також взяли участь російський актор Іван Охлобистін та російський музика Олександр Скляр. 10 серпня 2017 був внесений до бази сайту «Миртворець», як людина, що свідомо порушила державний кордон України та проводила концерти на окупованих територіях.